# Okręg wyborczy nr 19 do Sejmu Rzeczypospolitej Polskiej
Okręg wyborczy nr 19 do Sejmu Rzeczypospolitej Polskiej – obejmuje obszar miasta na prawach powiatu Warszawy (województwo mazowieckie). W obecnym kształcie został utworzony w 2001. Wybieranych jest w nim 20 posłów w systemie proporcjonalnym (do 2011 wybierano 19 posłów).
W obwodach zagranicznych okręgu nr 19 oddają swoje głosy obywatele polscy mieszkający lub przebywający podczas wyborów za granicą kraju.
Siedzibą okręgowej komisji wyborczej jest Warszawa.

## Wyniki wyborów
| Podział 19 mandatów: SLD–UP: 8 PO: 4 PiS: 5 LPR: 2 |

| Podział 19 mandatów: SLD: 3 PO: 8 PiS: 7 LPR: 1 |

| Podział 19 mandatów: LiD: 2 PO: 11 PiS: 6 |

| Podział 20 mandatów: SLD: 1 RP: 2 PO: 11 PiS: 6 |

| Podział 20 mandatów: NRP: 3 K’15: 2 PO: 7 PiS: 8 |

| Podział 20 mandatów: SLD: 3 KO: 9 PSL: 1 Konfederacja: 1 PiS: 6 |

| Podział 20 mandatów: NL: 3 KO: 9 Trzecia Droga: 3 Konfederacja: 1 PiS: 4 |

## Reprezentanci okręgu
| Sejm | Rok  | Poseł KW                 | Poseł KW                         | Poseł KW                | Poseł KW         | Poseł KW                             | Poseł KW         | Poseł KW                            | Poseł KW                                                 | Poseł KW                        | Poseł KW              | Poseł KW             | Poseł KW           | Poseł KW        | Poseł KW          | Poseł KW         | Poseł KW         | Poseł KW          | Poseł KW                                | Poseł KW        | Poseł KW             | Poseł KW                | Poseł KW                              | Poseł KW      | Poseł KW                        | Poseł KW         | Poseł KW        | Poseł KW      | Poseł KW        | Poseł KW        | Poseł KW        | Poseł KW      | Poseł KW        | Poseł KW | Poseł KW                     | Poseł KW | Poseł KW            | Poseł KW | Poseł KW        | Poseł KW | Poseł KW |
| ---- | ---- | ------------------------ | -------------------------------- | ----------------------- | ---------------- | ------------------------------------ | ---------------- | ----------------------------------- | -------------------------------------------------------- | ------------------------------- | --------------------- | -------------------- | ------------------ | --------------- | ----------------- | ---------------- | ---------------- | ----------------- | --------------------------------------- | --------------- | -------------------- | ----------------------- | ------------------------------------- | ------------- | ------------------------------- | ---------------- | --------------- | ------------- | --------------- | --------------- | --------------- | ------------- | --------------- | -------- | ---------------------------- | -------- | ------------------- | -------- | --------------- | -------- | -------- |
| IV   | 2001 |                          | M. Borowski SLD–UP               |                         | J. Kaczyński PiS |                                      | P. Piskorski PO  |                                     | R. Kalisz SLD–UP (2001) SLD (2005) LiD (2007) SLD (2011) |                                 | A. Małachowski SLD–UP |                      | A. Macierewicz LPR |                 | B. Komorowski PO  |                  | J. Olszewski LPR |                   | P. Gadzinowski SLD–UP (2001) SLD (2005) |                 | M. Fogler PO         |                         | K. Piekarska SLD–UP (2001) SLD (2005) |               | J. Hertel PO                    |                  | M. Kątna SLD–UP |               | M. Tober SLD–UP |                 | M. Kamiński PiS |               | J. Kulej SLD–UP |          | P. Poncyljusz PiS            |          | H. Mierzejewska PiS |          | B. Szrajber PiS | –        | –        |
| IV   | 2004 | L. Samborski PO          | M. Borowski SLD–UP               | J. Zdrojewski SLD–UP    | J. Kaczyński PiS |                                      |                  |                                     | R. Kalisz SLD–UP (2001) SLD (2005) LiD (2007) SLD (2011) |                                 |                       |                      | A. Macierewicz LPR |                 | B. Komorowski PO  |                  | J. Olszewski LPR |                   | P. Gadzinowski SLD–UP (2001) SLD (2005) |                 | M. Fogler PO         |                         | K. Piekarska SLD–UP (2001) SLD (2005) |               | J. Hertel PO                    |                  | M. Kątna SLD–UP |               | M. Tober SLD–UP |                 | M. Kamiński PiS |               | J. Kulej SLD–UP |          | P. Poncyljusz PiS            |          | H. Mierzejewska PiS |          | B. Szrajber PiS | –        | –        |
| V    | 2005 |                          | J. Pitera PO                     | H. Gronkiewicz-Waltz PO | J. Kaczyński PiS |                                      | P. Śpiewak PO    | R. Giertych LPR                     | R. Kalisz SLD–UP (2001) SLD (2005) LiD (2007) SLD (2011) | J. Fabisiak PO (2005) KO (2019) |                       | M. Kidawa-Błońska PO | R. Kosecki PO      | J. Hibner PO    |                   | M. Gosiewska PiS |                  | J. Ołdakowski PiS | P. Gadzinowski SLD–UP (2001) SLD (2005) |                 | J. Wojciechowicz PO  | K. Karski PiS           | K. Piekarska SLD–UP (2001) SLD (2005) | A. Górski PiS |                                 |                  |                 |               |                 |                 | M. Kamiński PiS |               |                 |          | P. Poncyljusz PiS            |          |                     |          |                 | –        | –        |
| V    | 2006 | A. Czuma PO              | J. Pitera PO                     | B. Szrajber PiS         | J. Kaczyński PiS | A. Halicki PO                        | P. Śpiewak PO    | R. Giertych LPR                     | R. Kalisz SLD–UP (2001) SLD (2005) LiD (2007) SLD (2011) | J. Fabisiak PO (2005) KO (2019) |                       | M. Kidawa-Błońska PO | R. Kosecki PO      | J. Hibner PO    |                   | M. Gosiewska PiS |                  | J. Ołdakowski PiS | P. Gadzinowski SLD–UP (2001) SLD (2005) |                 |                      | K. Karski PiS           | K. Piekarska SLD–UP (2001) SLD (2005) | A. Górski PiS |                                 |                  |                 |               |                 |                 |                 |               |                 |          | P. Poncyljusz PiS            |          |                     |          |                 | –        | –        |
| VI   | 2007 | A. Czuma PO              |                                  | M. Borowski LiD         | J. Kaczyński PiS | A. Halicki PO                        |                  | D. Tusk PO                          | R. Kalisz SLD–UP (2001) SLD (2005) LiD (2007) SLD (2011) | J. Fabisiak PO (2005) KO (2019) |                       | M. Kidawa-Błońska PO | R. Kosecki PO      | J. Hibner PO    | K. Tyszkiewicz PO |                  | A. Dąbrowska PO  | J. Ołdakowski PiS |                                         | T. Ross PO      | N. Rokita-Arnold PiS | K. Karski PiS           |                                       | A. Górski PiS | M. Szczerba PO (2007) KO (2019) |                  |                 |               |                 |                 |                 |               |                 |          | P. Poncyljusz PiS            |          |                     |          |                 | –        | –        |
| VI   | 2009 | A. Czuma PO              | L. Jastrzębski PO                | M. Borowski LiD         | J. Kaczyński PiS | A. Halicki PO                        |                  | D. Tusk PO                          | R. Kalisz SLD–UP (2001) SLD (2005) LiD (2007) SLD (2011) | J. Fabisiak PO (2005) KO (2019) |                       | M. Kidawa-Błońska PO | R. Kosecki PO      |                 | K. Tyszkiewicz PO |                  | A. Dąbrowska PO  | J. Ołdakowski PiS |                                         | T. Ross PO      | N. Rokita-Arnold PiS | K. Karski PiS           |                                       | A. Górski PiS | M. Szczerba PO (2007) KO (2019) |                  |                 |               |                 |                 |                 |               |                 |          | P. Poncyljusz PiS            |          |                     |          |                 | –        | –        |
| VII  | 2011 |                          | L. Jastrzębski PO                | J. Palikot RP           | J. Kaczyński PiS | J. Vincent-Rostowski PO              |                  | D. Tusk PO                          | R. Kalisz SLD–UP (2001) SLD (2005) LiD (2007) SLD (2011) | J. Fabisiak PO (2005) KO (2019) | M. Święcicki PO       | M. Kidawa-Błońska PO | R. Kosecki PO      | L. Krajewska PO | M. Gosiewska PiS  | M. Kamiński PiS  | A. Dąbrowska PO  | M. Kierwiński PO  | A. Kwiatkowski PiS                      | P. Wipler PiS   |                      | W. Nowicka RP           |                                       | A. Górski PiS | M. Szczerba PO (2007) KO (2019) |                  |                 |               |                 |                 |                 |               |                 |          |                              |          |                     |          |                 |          |          |
| VII  | 2014 | E. Czeszejko-Sochacka PO | L. Jastrzębski PO                | J. Palikot RP           | J. Kaczyński PiS | J. Vincent-Rostowski PO              |                  |                                     | R. Kalisz SLD–UP (2001) SLD (2005) LiD (2007) SLD (2011) | J. Fabisiak PO (2005) KO (2019) | M. Święcicki PO       | M. Kidawa-Błońska PO | R. Kosecki PO      | L. Krajewska PO | M. Gosiewska PiS  | M. Kamiński PiS  | A. Dąbrowska PO  | M. Kierwiński PO  | A. Kwiatkowski PiS                      | P. Wipler PiS   |                      | W. Nowicka RP           |                                       | A. Górski PiS | M. Szczerba PO (2007) KO (2019) |                  |                 |               |                 |                 |                 |               |                 |          |                              |          |                     |          |                 |          |          |
| VII  | 2015 | E. Czeszejko-Sochacka PO | L. Jastrzębski PO                | A. Dołecki RP           | J. Kaczyński PiS | J. Vincent-Rostowski PO              | M. Dworczyk PiS  |                                     | R. Kalisz SLD–UP (2001) SLD (2005) LiD (2007) SLD (2011) | J. Fabisiak PO (2005) KO (2019) | M. Święcicki PO       | M. Kidawa-Błońska PO | R. Kosecki PO      | L. Krajewska PO | M. Gosiewska PiS  | M. Kamiński PiS  | A. Dąbrowska PO  | M. Kierwiński PO  |                                         | P. Wipler PiS   |                      | W. Nowicka RP           |                                       | A. Górski PiS | M. Szczerba PO (2007) KO (2019) |                  |                 |               |                 |                 |                 |               |                 |          |                              |          |                     |          |                 |          |          |
| VIII | 2015 |                          | R. Petru .N                      | E. Kopacz PO            | J. Kaczyński PiS |                                      | K. Wróblewska .N | J. Kluzik-Rostkowska PO             |                                                          | J. Fabisiak PO (2005) KO (2019) | M. Święcicki PO       | M. Wypych PiS        | R. Kosecki PO      |                 | M. Gosiewska PiS  | M. Kamiński PiS  | P. Lisiecki PiS  |                   | P. Kukiz K’15                           |                 | J. Wilk K’15         | A. Halicki PO           | E. Tomaszewska PiS                    | A. Górski PiS | M. Szczerba PO (2007) KO (2019) | J. Krajewski PiS |                 | Z. Gryglas .N |                 |                 |                 |               |                 |          |                              |          |                     |          |                 |          |          |
| VIII | 2016 | A. Melak PiS             | R. Petru .N                      | E. Kopacz PO            | J. Kaczyński PiS |                                      | K. Wróblewska .N | J. Kluzik-Rostkowska PO             |                                                          | J. Fabisiak PO (2005) KO (2019) | M. Święcicki PO       | M. Wypych PiS        | R. Kosecki PO      |                 | M. Gosiewska PiS  | M. Kamiński PiS  | P. Lisiecki PiS  |                   | P. Kukiz K’15                           |                 | J. Wilk K’15         | A. Halicki PO           | E. Tomaszewska PiS                    |               | M. Szczerba PO (2007) KO (2019) | J. Krajewski PiS |                 | Z. Gryglas .N |                 |                 |                 |               |                 |          |                              |          |                     |          |                 |          |          |
| VIII | 2019 | A. Melak PiS             | R. Petru .N                      | M. Mazowiecki PO        | J. Kaczyński PiS | A. Dąbrowska PO                      | K. Wróblewska .N | J. Kluzik-Rostkowska PO             |                                                          | J. Fabisiak PO (2005) KO (2019) | M. Święcicki PO       | M. Wypych PiS        | R. Kosecki PO      |                 | M. Gosiewska PiS  | M. Kamiński PiS  | P. Lisiecki PiS  |                   | P. Kukiz K’15                           |                 | J. Wilk K’15         |                         | E. Tomaszewska PiS                    |               | M. Szczerba PO (2007) KO (2019) | J. Krajewski PiS |                 | Z. Gryglas .N |                 |                 |                 |               |                 |          |                              |          |                     |          |                 |          |          |
| IX   | 2019 |                          | A. Zandberg SLD (2019) NL (2023) |                         | J. Kaczyński PiS | W. Bartoszewski PSL (2019) TD (2023) |                  | A. M. Żukowska SLD (2019) NL (2023) |                                                          | J. Fabisiak PO (2005) KO (2019) | K. Lubnauer KO        |                      | D. Rosati KO       |                 | M. Gosiewska PiS  | M. Kamiński PiS  | P. Lisiecki PiS  |                   | M. Kidawa-Błońska KO                    |                 | A. Gajewska KO       |                         | K. Piekarska KO                       |               | M. Szczerba PO (2007) KO (2019) | J. Krajewski PiS | M. Biejat SLD   |               |                 | U. Zielińska KO |                 | K. Jachira KO | S. Kaleta PiS   |          | J. Korwin-Mikke Konfederacja |          |                     |          |                 |          |          |
| X    | 2023 |                          | A. Zandberg SLD (2019) NL (2023) | P. Gliński PiS          |                  | W. Bartoszewski PSL (2019) TD (2023) |                  | A. M. Żukowska SLD (2019) NL (2023) | A. Domański KO                                           | D. Tusk KO                      | K. Lubnauer KO        | D. Łoboda KO         |                    | M. Kobosko TD   | M. Gosiewska PiS  |                  | D. Olko NL       |                   | R. Petru TD                             | M. Jakubiak PiS | A. Gajewska KO       | S. Mentzen Konfederacja | K. Piekarska KO                       |               | M. Szczerba PO (2007) KO (2019) |                  |                 |               |                 | U. Zielińska KO |                 | K. Jachira KO | S. Kaleta PiS   |          |                              |          |                     |          |                 |          |          |
| X    | 2024 | B. Hołownia TD           | A. Zandberg SLD (2019) NL (2023) | P. Gliński PiS          | J. Krajewski PiS | W. Bartoszewski PSL (2019) TD (2023) | M. Roguska KO    | A. M. Żukowska SLD (2019) NL (2023) | A. Domański KO                                           | D. Tusk KO                      | K. Lubnauer KO        | D. Łoboda KO         |                    |                 |                   |                  | D. Olko NL       |                   | R. Petru TD                             | M. Jakubiak PiS | A. Gajewska KO       | S. Mentzen Konfederacja | K. Piekarska KO                       |               |                                 |                  |                 |               |                 | U. Zielińska KO |                 | K. Jachira KO | S. Kaleta PiS   |          |                              |          |                     |          |                 |          |          |

### Wybory parlamentarne 2001
| Komitet wyborczy                                      | Komitet wyborczy                              | Głosów  | %     | Mandaty | Wybrani posłowie |
| ----------------------------------------------------- | --------------------------------------------- | ------- | ----- | ------- | --- |
|                                                       | KKW Sojusz Lewicy Demokratycznej – Unia Pracy | 270 062 | 36,77 | 8       | Marek Borowski, Ryszard Kalisz, Aleksander Małachowski, Piotr Gadzinowski, Katarzyna Piekarska, Mirosława Kątna, Michał Tober, Jerzy Kulej, Jacek Zdrojewski |
|                                                       | Prawo i Sprawiedliwość                        | 158 426 | 21,57 | 5       | Jarosław Kaczyński, Mariusz Kamiński, Paweł Poncyljusz, Bartłomiej Szrajber, Hanna Mierzejewska                                                              |
|                                                       | KWW Platforma Obywatelska                     | 138 636 | 18,87 | 4       | Paweł Piskorski, Bronisław Komorowski, Jerzy Hertel, Marta Fogler, Leszek Samborski                                                                          |
|                                                       | Liga Polskich Rodzin                          | 52 331  | 7,12  | 2       | Antoni Macierewicz, Jan Olszewski |
|                                                       | Unia Wolności                                 | 48 296  | 6,58  | –       | |
|                                                       | KKW Akcja Wyborcza Solidarność Prawicy        | 29 497  | 4,02  | –       | |
|                                                       | Samoobrona Rzeczpospolitej Polskiej           | 22 398  | 3,05  | –       | |
|                                                       | Polskie Stronnictwo Ludowe                    | 11 910  | 1,62  | –       | |
|                                                       | Alternatywa Ruch Społeczny                    | 1410    | 0,19  | –       | |
|                                                       | Polska Partia Socjalistyczna                  | 1211    | 0,16  | –       | |
|                                                       | Polska Wspólnota Narodowa                     | 334     | 0,05  | –       | |
| Frekwencja: 56,11% Źródło: Państwowa Komisja Wyborcza |                                               |         |       |         | |

Poniższa tabela przedstawia podział mandatów dla komitetów wyborczych na podstawie uzyskanych głosów, a następnie obliczonych ilorazów wyborczych na podstawie zmodyfikowanej metody Sainte-Laguë.
| Podział mandatów dla komitetów wyborczych na podstawie zmodyfikowanej metody Sainte-Laguë | Podział mandatów dla komitetów wyborczych na podstawie zmodyfikowanej metody Sainte-Laguë | Podział mandatów dla komitetów wyborczych na podstawie zmodyfikowanej metody Sainte-Laguë | Podział mandatów dla komitetów wyborczych na podstawie zmodyfikowanej metody Sainte-Laguë | Podział mandatów dla komitetów wyborczych na podstawie zmodyfikowanej metody Sainte-Laguë | Podział mandatów dla komitetów wyborczych na podstawie zmodyfikowanej metody Sainte-Laguë | Podział mandatów dla komitetów wyborczych na podstawie zmodyfikowanej metody Sainte-Laguë | Podział mandatów dla komitetów wyborczych na podstawie zmodyfikowanej metody Sainte-Laguë | Podział mandatów dla komitetów wyborczych na podstawie zmodyfikowanej metody Sainte-Laguë | Podział mandatów dla komitetów wyborczych na podstawie zmodyfikowanej metody Sainte-Laguë | Podział mandatów dla komitetów wyborczych na podstawie zmodyfikowanej metody Sainte-Laguë | Podział mandatów dla komitetów wyborczych na podstawie zmodyfikowanej metody Sainte-Laguë | Podział mandatów dla komitetów wyborczych na podstawie zmodyfikowanej metody Sainte-Laguë | Podział mandatów dla komitetów wyborczych na podstawie zmodyfikowanej metody Sainte-Laguë | Podział mandatów dla komitetów wyborczych na podstawie zmodyfikowanej metody Sainte-Laguë | Podział mandatów dla komitetów wyborczych na podstawie zmodyfikowanej metody Sainte-Laguë |
| Komitet wyborczy                                                                          | Komitet wyborczy                                                                          | Liczba głosów                                                                             | Iloraz wyborczy                                                                           | Iloraz wyborczy                                                                           | Iloraz wyborczy                                                                           | Iloraz wyborczy                                                                           | Iloraz wyborczy                                                                           | Iloraz wyborczy                                                                           | Iloraz wyborczy                                                                           | Iloraz wyborczy                                                                           | Iloraz wyborczy                                                                           | Iloraz wyborczy                                                                           | Iloraz wyborczy                                                                           | Mandaty                                                                                   | TP                                                                                        |
| Komitet wyborczy                                                                          | Komitet wyborczy                                                                          | Liczba głosów                                                                             | /1,4                                                                                      | /3                                                                                        | /5                                                                                        | /7                                                                                        | /9                                                                                        | /11                                                                                       | /13                                                                                       | /15                                                                                       | /17                                                                                       | ...                                                                                       | /37                                                                                       | Mandaty                                                                                   | TP                                                                                        |
| ----------------------------------------------------------------------------------------- | ----------------------------------------------------------------------------------------- | ----------------------------------------------------------------------------------------- | ----------------------------------------------------------------------------------------- | ----------------------------------------------------------------------------------------- | ----------------------------------------------------------------------------------------- | ----------------------------------------------------------------------------------------- | ----------------------------------------------------------------------------------------- | ----------------------------------------------------------------------------------------- | ----------------------------------------------------------------------------------------- | ----------------------------------------------------------------------------------------- | ----------------------------------------------------------------------------------------- | ----------------------------------------------------------------------------------------- | ----------------------------------------------------------------------------------------- | ----------------------------------------------------------------------------------------- | ----------------------------------------------------------------------------------------- |
|                                                                                           | KKW Sojusz Lewicy Demokratycznej – Unia Pracy                                             | 270 062                                                                                   | 192 901                                                                                   | 90 021                                                                                    | 54 012                                                                                    | 38 580                                                                                    | 30 007                                                                                    | 24 551                                                                                    | 20 774                                                                                    | 18 004                                                                                    | 15 886                                                                                    | ...                                                                                       | 7299                                                                                      | 8                                                                                         | 7,85                                                                                      |
|                                                                                           | Prawo i Sprawiedliwość                                                                    | 158 426                                                                                   | 113 161                                                                                   | 52 809                                                                                    | 31 685                                                                                    | 22 632                                                                                    | 17 603                                                                                    | 14 402                                                                                    | 12 187                                                                                    | 10 562                                                                                    | 9319                                                                                      | ...                                                                                       | 4282                                                                                      | 5                                                                                         | 4,60                                                                                      |
|                                                                                           | KWW Platforma Obywatelska                                                                 | 138 636                                                                                   | 99 026                                                                                    | 46 212                                                                                    | 27 727                                                                                    | 19 805                                                                                    | 15 404                                                                                    | 12 603                                                                                    | 10 664                                                                                    | 9242                                                                                      | 8155                                                                                      | ...                                                                                       | 3747                                                                                      | 4                                                                                         | 4,03                                                                                      |
|                                                                                           | Liga Polskich Rodzin                                                                      | 52 331                                                                                    | 37 379                                                                                    | 17 444                                                                                    | 10 466                                                                                    | 7476                                                                                      | 5815                                                                                      | 4757                                                                                      | 4025                                                                                      | 3489                                                                                      | 3078                                                                                      | ...                                                                                       | 1414                                                                                      | 2                                                                                         | 1,52                                                                                      |
|                                                                                           | Samoobrona Rzeczpospolitej Polskiej                                                       | 22 398                                                                                    | 15 999                                                                                    | 7466                                                                                      | 4480                                                                                      | 3200                                                                                      | 2489                                                                                      | 2036                                                                                      | 1723                                                                                      | 1493                                                                                      | 1318                                                                                      | ...                                                                                       | 605                                                                                       | 0                                                                                         | 0,65                                                                                      |
|                                                                                           | Polskie Stronnictwo Ludowe                                                                | 11 910                                                                                    | 8507                                                                                      | 3970                                                                                      | 2382                                                                                      | 1701                                                                                      | 1323                                                                                      | 1083                                                                                      | 916                                                                                       | 794                                                                                       | 701                                                                                       | ...                                                                                       | 322                                                                                       | 0                                                                                         | 0,35                                                                                      |
| Ogółem                                                                                    | Ogółem                                                                                    | 653 763                                                                                   | –                                                                                         | –                                                                                         | –                                                                                         | –                                                                                         | –                                                                                         | –                                                                                         | –                                                                                         | –                                                                                         | –                                                                                         | –                                                                                         | –                                                                                         | 19                                                                                        | 19                                                                                        |

### Wybory parlamentarne 2005
| Komitet wyborczy                                      | Komitet wyborczy                        | Głosów  | %     | Mandaty | Wybrani posłowie |
| ----------------------------------------------------- | --------------------------------------- | ------- | ----- | ------- | --- |
|                                                       | Platforma Obywatelska RP                | 250 981 | 33,07 | 8       | Hanna Gronkiewicz-Waltz, Julia Pitera, Paweł Śpiewak, Joanna Fabisiak, Małgorzata Kidawa-Błońska, Roman Kosecki, Jolanta Hibner, Jacek Wojciechowicz, Andrzej Czuma, Andrzej Halicki |
|                                                       | Prawo i Sprawiedliwość                  | 227 153 | 29,93 | 7       | Jarosław Kaczyński, Mariusz Kamiński, Małgorzata Gosiewska, Paweł Poncyljusz, Jan Ołdakowski, Karol Karski, Artur Górski, Bartłomiej Szrajber                                        |
|                                                       | Sojusz Lewicy Demokratycznej            | 87 477  | 11,53 | 3       | Ryszard Kalisz, Katarzyna Piekarska, Piotr Gadzinowski |
|                                                       | Socjaldemokracja Polska                 | 49 361  | 6,50  | –       | |
|                                                       | Liga Polskich Rodzin                    | 44 376  | 5,85  | 1       | Roman Giertych |
|                                                       | Partia Demokratyczna – demokraci.pl     | 37 262  | 4,91  | –       | |
|                                                       | Platforma Janusza Korwin-Mikke          | 20 452  | 2,69  | –       | |
|                                                       | Samoobrona Rzeczpospolitej Polskiej     | 17 771  | 2,34  | –       | |
|                                                       | Ruch Patriotyczny                       | 8051    | 1,06  | –       | |
|                                                       | Polskie Stronnictwo Ludowe              | 7098    | 0,94  | –       | |
|                                                       | Polska Partia Pracy                     | 4072    | 0,54  | –       | |
|                                                       | Polska Partia Narodowa                  | 1715    | 0,23  | –       | |
|                                                       | Dom Ojczysty                            | 947     | 0,12  | –       | |
|                                                       | Centrum                                 | 758     | 0,10  | –       | |
|                                                       | Polska Konfederacja – Godność i Praca   | 473     | 0,06  | –       | |
|                                                       | Narodowe Odrodzenie Polski              | 429     | 0,06  | –       | |
|                                                       | KWW – Ogólnopolska Koalicja Obywatelska | 419     | 0,06  | –       | |
|                                                       | Inicjatywa RP                           | 205     | 0,03  | –       | |
| Frekwencja: 56,05% Źródło: Państwowa Komisja Wyborcza |                                         |         |       |         | |

Poniższa tabela przedstawia podział mandatów dla komitetów wyborczych na podstawie uzyskanych głosów, a następnie obliczonych ilorazów wyborczych na podstawie metody D’Hondta.
| Podział mandatów dla komitetów wyborczych na podstawie metody D’Hondta | Podział mandatów dla komitetów wyborczych na podstawie metody D’Hondta | Podział mandatów dla komitetów wyborczych na podstawie metody D’Hondta | Podział mandatów dla komitetów wyborczych na podstawie metody D’Hondta | Podział mandatów dla komitetów wyborczych na podstawie metody D’Hondta | Podział mandatów dla komitetów wyborczych na podstawie metody D’Hondta | Podział mandatów dla komitetów wyborczych na podstawie metody D’Hondta | Podział mandatów dla komitetów wyborczych na podstawie metody D’Hondta | Podział mandatów dla komitetów wyborczych na podstawie metody D’Hondta | Podział mandatów dla komitetów wyborczych na podstawie metody D’Hondta | Podział mandatów dla komitetów wyborczych na podstawie metody D’Hondta | Podział mandatów dla komitetów wyborczych na podstawie metody D’Hondta | Podział mandatów dla komitetów wyborczych na podstawie metody D’Hondta | Podział mandatów dla komitetów wyborczych na podstawie metody D’Hondta | Podział mandatów dla komitetów wyborczych na podstawie metody D’Hondta | Podział mandatów dla komitetów wyborczych na podstawie metody D’Hondta |
| Komitet wyborczy                                                       | Komitet wyborczy                                                       | Liczba głosów                                                          | Iloraz wyborczy                                                        | Iloraz wyborczy                                                        | Iloraz wyborczy                                                        | Iloraz wyborczy                                                        | Iloraz wyborczy                                                        | Iloraz wyborczy                                                        | Iloraz wyborczy                                                        | Iloraz wyborczy                                                        | Iloraz wyborczy                                                        | Iloraz wyborczy                                                        | Iloraz wyborczy                                                        | Mandaty                                                                | TP                                                                     |
| Komitet wyborczy                                                       | Komitet wyborczy                                                       | Liczba głosów                                                          | /1                                                                     | /2                                                                     | /3                                                                     | /4                                                                     | /5                                                                     | /6                                                                     | /7                                                                     | /8                                                                     | /9                                                                     | ...                                                                    | /12                                                                    | Mandaty                                                                | TP                                                                     |
| ---------------------------------------------------------------------- | ---------------------------------------------------------------------- | ---------------------------------------------------------------------- | ---------------------------------------------------------------------- | ---------------------------------------------------------------------- | ---------------------------------------------------------------------- | ---------------------------------------------------------------------- | ---------------------------------------------------------------------- | ---------------------------------------------------------------------- | ---------------------------------------------------------------------- | ---------------------------------------------------------------------- | ---------------------------------------------------------------------- | ---------------------------------------------------------------------- | ---------------------------------------------------------------------- | ---------------------------------------------------------------------- | ---------------------------------------------------------------------- |
|                                                                        | Platforma Obywatelska RP                                               | 250 981                                                                | 250 981                                                                | 125 491                                                                | 83 660                                                                 | 62 745                                                                 | 50 196                                                                 | 41 830                                                                 | 35 854                                                                 | 31 373                                                                 | 27 887                                                                 | ...                                                                    | 13 210                                                                 | 8                                                                      | 7,51                                                                   |
|                                                                        | Prawo i Sprawiedliwość                                                 | 227 153                                                                | 227 153                                                                | 113 577                                                                | 75 718                                                                 | 56 788                                                                 | 45 431                                                                 | 37 859                                                                 | 32 450                                                                 | 28 394                                                                 | 25 239                                                                 | ...                                                                    | 11 955                                                                 | 7                                                                      | 6,80                                                                   |
|                                                                        | Sojusz Lewicy Demokratycznej                                           | 87 477                                                                 | 87 477                                                                 | 43 739                                                                 | 29 159                                                                 | 21 869                                                                 | 17 495                                                                 | 14 580                                                                 | 12 497                                                                 | 10 935                                                                 | 9720                                                                   | ...                                                                    | 4604                                                                   | 3                                                                      | 2,62                                                                   |
|                                                                        | Liga Polskich Rodzin                                                   | 44 376                                                                 | 44 376                                                                 | 22 188                                                                 | 14 792                                                                 | 11 094                                                                 | 8875                                                                   | 7396                                                                   | 6339                                                                   | 5547                                                                   | 4931                                                                   | ...                                                                    | 2336                                                                   | 1                                                                      | 1,33                                                                   |
|                                                                        | Samoobrona Rzeczpospolitej Polskiej                                    | 17 771                                                                 | 17 771                                                                 | 8886                                                                   | 5924                                                                   | 4443                                                                   | 3554                                                                   | 2961                                                                   | 2539                                                                   | 2221                                                                   | 1975                                                                   | ...                                                                    | 935                                                                    | 0                                                                      | 0,53                                                                   |
|                                                                        | Polskie Stronnictwo Ludowe                                             | 7098                                                                   | 7098                                                                   | 3549                                                                   | 2366                                                                   | 1775                                                                   | 1420                                                                   | 1183                                                                   | 1014                                                                   | 887                                                                    | 789                                                                    | ...                                                                    | 374                                                                    | 0                                                                      | 0,21                                                                   |
| Ogółem                                                                 | Ogółem                                                                 | 634 856                                                                | –                                                                      | –                                                                      | –                                                                      | –                                                                      | –                                                                      | –                                                                      | –                                                                      | –                                                                      | –                                                                      | –                                                                      | –                                                                      | 19                                                                     | 19                                                                     |

### Wybory parlamentarne 2007
Głosy oddane za granicą stanowiły prawie 13% wszystkich głosów oddanych w okręgu. Ponieważ jednak liczba mandatów przyporządkowana okręgowi jest stała, na jeden mandat do zdobycia przypadło w okręgu ponad 82 tysiące uprawnionych do głosowania (przy średniej dla całej Polski wynoszącej 66 555). W połączeniu z wysoką frekwencją spowodowało to, iż na jeden mandat przypadło w tym okręgu ponad 61 tysięcy głosujących (średnio w kraju – 35 859). W rezultacie, choć w okręgu oddano 7% wszystkich głosów w kraju, reprezentowało go jedynie 4% posłów w Sejmie.
| Komitet wyborczy                                      | Komitet wyborczy                      | Głosów  | %     | Mandaty | Wybrani posłowie |
| ----------------------------------------------------- | ------------------------------------- | ------- | ----- | ------- | --- |
|                                                       | Platforma Obywatelska RP              | 618 942 | 54,01 | 11      | Donald Tusk, Małgorzata Kidawa-Błońska, Joanna Fabisiak, Roman Kosecki, Jolanta Hibner, Andrzej Czuma, Andrzej Halicki, Krzysztof Tyszkiewicz, Alicja Dąbrowska, Tadeusz Ross, Michał Szczerba, Leszek Jastrzębski |
|                                                       | Prawo i Sprawiedliwość                | 316 977 | 27,66 | 6       | Jarosław Kaczyński, Nelli Rokita-Arnold, Paweł Poncyljusz, Karol Karski, Jan Ołdakowski, Artur Górski |
|                                                       | KKW Lewica i Demokraci SLD+SDPL+PD+UP | 145 072 | 12,66 | 2       | Marek Borowski, Ryszard Kalisz |
|                                                       | Polskie Stronnictwo Ludowe            | 26 678  | 2,33  | –       | |
|                                                       | Liga Polskich Rodzin                  | 14 264  | 1,24  | –       | |
|                                                       | Partia Kobiet                         | 13 992  | 1,22  | –       | |
|                                                       | Polska Partia Pracy                   | 5518    | 0,48  | –       | |
|                                                       | Samoobrona Rzeczpospolitej Polskiej   | 4540    | 0,40  | –       | |
| Frekwencja: 74,03% Źródło: Państwowa Komisja Wyborcza |                                       |         |       |         | |

Poniższa tabela przedstawia podział mandatów dla komitetów wyborczych na podstawie uzyskanych głosów, a następnie obliczonych ilorazów wyborczych na podstawie metody D’Hondta.
| Podział mandatów dla komitetów wyborczych na podstawie metody D’Hondta | Podział mandatów dla komitetów wyborczych na podstawie metody D’Hondta | Podział mandatów dla komitetów wyborczych na podstawie metody D’Hondta | Podział mandatów dla komitetów wyborczych na podstawie metody D’Hondta | Podział mandatów dla komitetów wyborczych na podstawie metody D’Hondta | Podział mandatów dla komitetów wyborczych na podstawie metody D’Hondta | Podział mandatów dla komitetów wyborczych na podstawie metody D’Hondta | Podział mandatów dla komitetów wyborczych na podstawie metody D’Hondta | Podział mandatów dla komitetów wyborczych na podstawie metody D’Hondta | Podział mandatów dla komitetów wyborczych na podstawie metody D’Hondta | Podział mandatów dla komitetów wyborczych na podstawie metody D’Hondta | Podział mandatów dla komitetów wyborczych na podstawie metody D’Hondta | Podział mandatów dla komitetów wyborczych na podstawie metody D’Hondta | Podział mandatów dla komitetów wyborczych na podstawie metody D’Hondta | Podział mandatów dla komitetów wyborczych na podstawie metody D’Hondta | Podział mandatów dla komitetów wyborczych na podstawie metody D’Hondta | Podział mandatów dla komitetów wyborczych na podstawie metody D’Hondta | Podział mandatów dla komitetów wyborczych na podstawie metody D’Hondta | Podział mandatów dla komitetów wyborczych na podstawie metody D’Hondta |
| Komitet wyborczy                                                       | Komitet wyborczy                                                       | Liczba głosów                                                          | Iloraz wyborczy                                                        | Iloraz wyborczy                                                        | Iloraz wyborczy                                                        | Iloraz wyborczy                                                        | Iloraz wyborczy                                                        | Iloraz wyborczy                                                        | Iloraz wyborczy                                                        | Iloraz wyborczy                                                        | Iloraz wyborczy                                                        | Iloraz wyborczy                                                        | Iloraz wyborczy                                                        | Iloraz wyborczy                                                        | Iloraz wyborczy                                                        | Iloraz wyborczy                                                        | Mandaty                                                                | TP                                                                     |
| Komitet wyborczy                                                       | Komitet wyborczy                                                       | Liczba głosów                                                          | /1                                                                     | /2                                                                     | /3                                                                     | /4                                                                     | /5                                                                     | /6                                                                     | /7                                                                     | /8                                                                     | /9                                                                     | /10                                                                    | /11                                                                    | /12                                                                    | ...                                                                    | /19                                                                    | Mandaty                                                                | TP                                                                     |
| ---------------------------------------------------------------------- | ---------------------------------------------------------------------- | ---------------------------------------------------------------------- | ---------------------------------------------------------------------- | ---------------------------------------------------------------------- | ---------------------------------------------------------------------- | ---------------------------------------------------------------------- | ---------------------------------------------------------------------- | ---------------------------------------------------------------------- | ---------------------------------------------------------------------- | ---------------------------------------------------------------------- | ---------------------------------------------------------------------- | ---------------------------------------------------------------------- | ---------------------------------------------------------------------- | ---------------------------------------------------------------------- | ---------------------------------------------------------------------- | ---------------------------------------------------------------------- | ---------------------------------------------------------------------- | ---------------------------------------------------------------------- |
|                                                                        | Platforma Obywatelska RP                                               | 618 942                                                                | 618 942                                                                | 309 471                                                                | 206 314                                                                | 154 736                                                                | 123 788                                                                | 103 157                                                                | 99 420                                                                 | 77 368                                                                 | 68 771                                                                 | 61 894                                                                 | 56 267                                                                 | 51 579                                                                 | ...                                                                    | 32 576                                                                 | 11                                                                     | 10,62                                                                  |
|                                                                        | Prawo i Sprawiedliwość                                                 | 316 977                                                                | 316 977                                                                | 158 489                                                                | 105 659                                                                | 79 244                                                                 | 63 395                                                                 | 52 830                                                                 | 45 282                                                                 | 39 622                                                                 | 35 220                                                                 | 31 698                                                                 | 28 816                                                                 | 26 415                                                                 | ...                                                                    | 16 683                                                                 | 6                                                                      | 5,44                                                                   |
|                                                                        | KKW Lewica i Demokraci SLD+SDPL+PD+UP                                  | 145 072                                                                | 145 072                                                                | 72 536                                                                 | 48 357                                                                 | 36 268                                                                 | 29 014                                                                 | 24 179                                                                 | 20 725                                                                 | 18 134                                                                 | 16 119                                                                 | 14 507                                                                 | 13 188                                                                 | 12 089                                                                 | ...                                                                    | 7635                                                                   | 2                                                                      | 2,49                                                                   |
|                                                                        | Polskie Stronnictwo Ludowe                                             | 26 678                                                                 | 26 678                                                                 | 13 339                                                                 | 8893                                                                   | 6670                                                                   | 5336                                                                   | 4446                                                                   | 3811                                                                   | 3335                                                                   | 2964                                                                   | 2668                                                                   | 2425                                                                   | 2223                                                                   | ...                                                                    | 1404                                                                   | 0                                                                      | 0,46                                                                   |
| Ogółem                                                                 | Ogółem                                                                 | 1 107 669                                                              | –                                                                      | –                                                                      | –                                                                      | –                                                                      | –                                                                      | –                                                                      | –                                                                      | –                                                                      | –                                                                      | –                                                                      | –                                                                      | –                                                                      | –                                                                      | –                                                                      | 19                                                                     | 19                                                                     |

Wyniki PO w poszczególnych dzielnicach
Wyniki PiS w poszczególnych dzielnicach
Wyniki LiD w poszczególnych dzielnicach
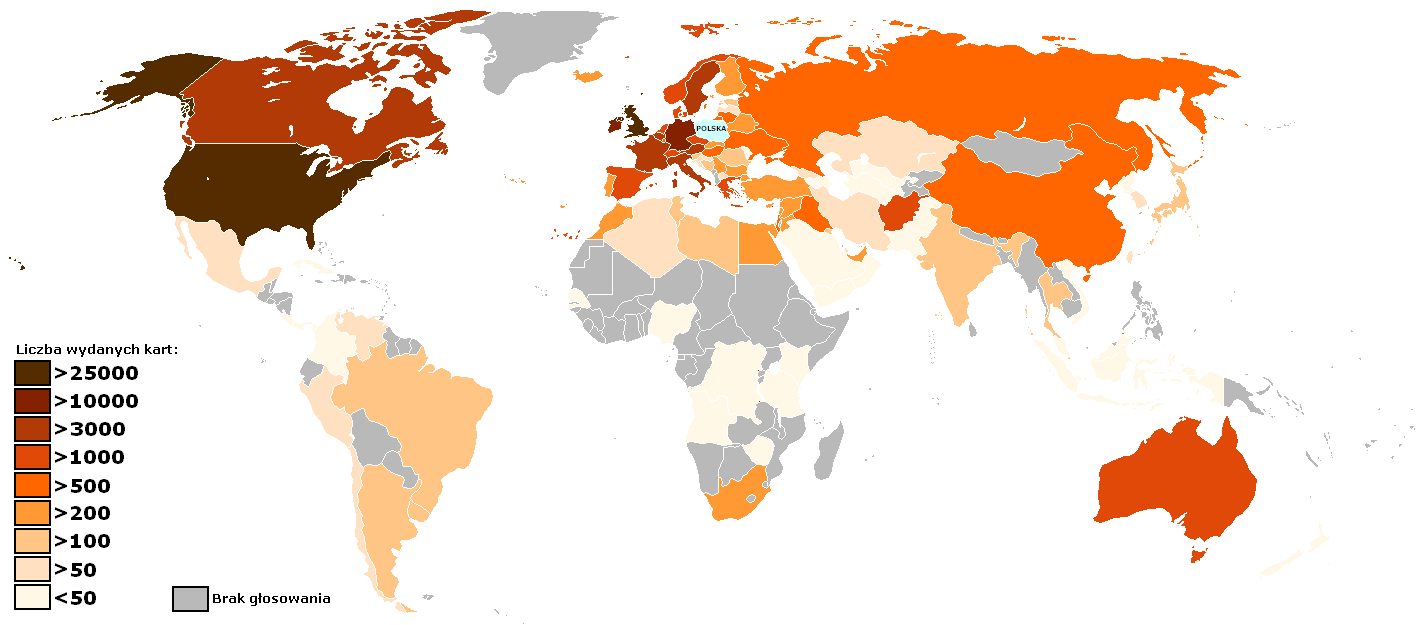
Liczba głosujących za granicą
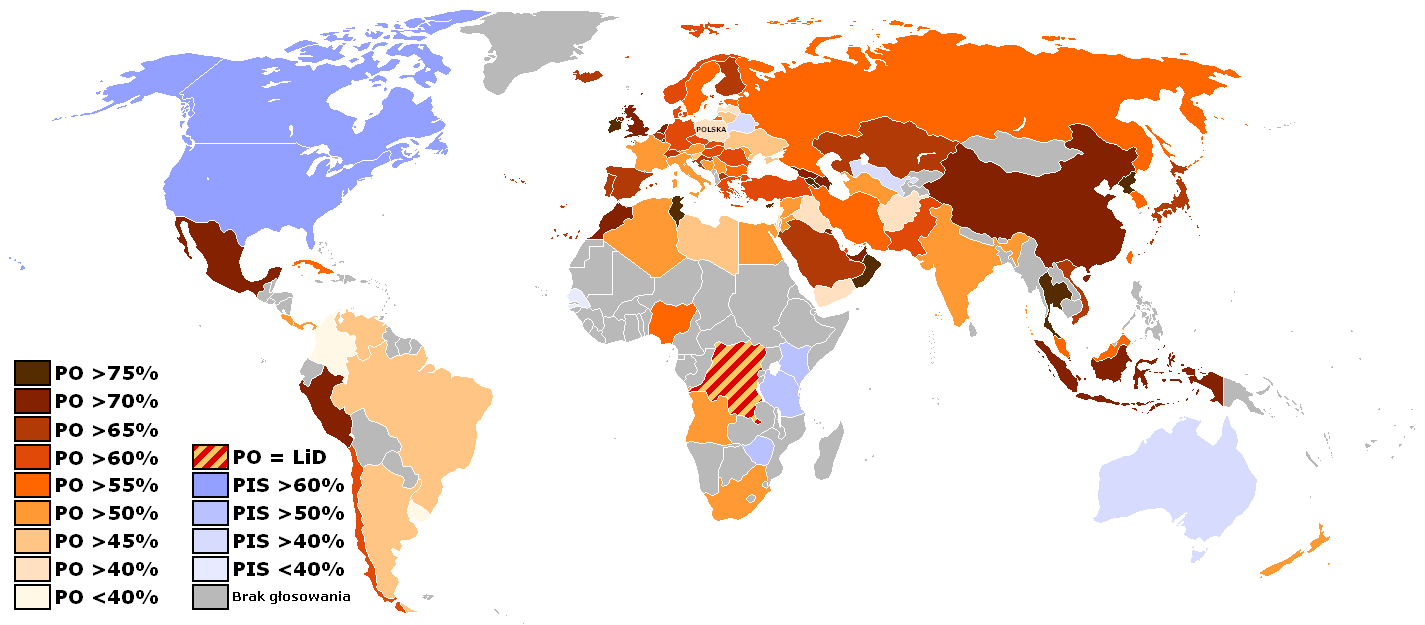
Wyniki wyborów za granicą

### Wybory parlamentarne 2011
| Komitet wyborczy                                      | Komitet wyborczy                  | Głosów  | %     | Mandaty | Wybrani posłowie |
| ----------------------------------------------------- | --------------------------------- | ------- | ----- | ------- | --- |
|                                                       | Platforma Obywatelska RP          | 498 599 | 49,00 | 11      | Donald Tusk, Małgorzata Kidawa-Błońska, Jan Vincent-Rostowski, Joanna Fabisiak, Marcin Święcicki, Alicja Dąbrowska, Roman Kosecki, Michał Szczerba, Ligia Krajewska, Marcin Kierwiński, Leszek Jastrzębski, Ewa Czeszejko-Sochacka |
|                                                       | Prawo i Sprawiedliwość            | 277 577 | 27,28 | 6       | Jarosław Kaczyński, Mariusz Kamiński, Małgorzata Gosiewska, Adam Kwiatkowski, Artur Górski, Przemysław Wipler, Michał Dworczyk |
|                                                       | Ruch Palikota                     | 110 589 | 10,87 | 2       | Janusz Palikot, Wanda Nowicka, Andrzej Dołecki |
|                                                       | Sojusz Lewicy Demokratycznej      | 78 020  | 7,67  | 1       | Ryszard Kalisz |
|                                                       | Polska Jest Najważniejsza         | 30 964  | 3,04  | –       | |
|                                                       | Polskie Stronnictwo Ludowe        | 17 755  | 1,74  | –       | |
|                                                       | Polska Partia Pracy – Sierpień 80 | 4060    | 0,40  | –       | |
| Frekwencja: 69,44% Źródło: Państwowa Komisja Wyborcza |                                   |         |       |         | |

Poniższa tabela przedstawia podział mandatów dla komitetów wyborczych na podstawie uzyskanych głosów, a następnie obliczonych ilorazów wyborczych na podstawie metody D’Hondta.
| Podział mandatów dla komitetów wyborczych na podstawie metody D’Hondta | Podział mandatów dla komitetów wyborczych na podstawie metody D’Hondta | Podział mandatów dla komitetów wyborczych na podstawie metody D’Hondta | Podział mandatów dla komitetów wyborczych na podstawie metody D’Hondta | Podział mandatów dla komitetów wyborczych na podstawie metody D’Hondta | Podział mandatów dla komitetów wyborczych na podstawie metody D’Hondta | Podział mandatów dla komitetów wyborczych na podstawie metody D’Hondta | Podział mandatów dla komitetów wyborczych na podstawie metody D’Hondta | Podział mandatów dla komitetów wyborczych na podstawie metody D’Hondta | Podział mandatów dla komitetów wyborczych na podstawie metody D’Hondta | Podział mandatów dla komitetów wyborczych na podstawie metody D’Hondta | Podział mandatów dla komitetów wyborczych na podstawie metody D’Hondta | Podział mandatów dla komitetów wyborczych na podstawie metody D’Hondta | Podział mandatów dla komitetów wyborczych na podstawie metody D’Hondta | Podział mandatów dla komitetów wyborczych na podstawie metody D’Hondta | Podział mandatów dla komitetów wyborczych na podstawie metody D’Hondta | Podział mandatów dla komitetów wyborczych na podstawie metody D’Hondta | Podział mandatów dla komitetów wyborczych na podstawie metody D’Hondta | Podział mandatów dla komitetów wyborczych na podstawie metody D’Hondta |
| Komitet wyborczy                                                       | Komitet wyborczy                                                       | Liczba głosów                                                          | Iloraz wyborczy                                                        | Iloraz wyborczy                                                        | Iloraz wyborczy                                                        | Iloraz wyborczy                                                        | Iloraz wyborczy                                                        | Iloraz wyborczy                                                        | Iloraz wyborczy                                                        | Iloraz wyborczy                                                        | Iloraz wyborczy                                                        | Iloraz wyborczy                                                        | Iloraz wyborczy                                                        | Iloraz wyborczy                                                        | Iloraz wyborczy                                                        | Iloraz wyborczy                                                        | Mandaty                                                                | TP                                                                     |
| Komitet wyborczy                                                       | Komitet wyborczy                                                       | Liczba głosów                                                          | /1                                                                     | /2                                                                     | /3                                                                     | /4                                                                     | /5                                                                     | /6                                                                     | /7                                                                     | /8                                                                     | /9                                                                     | /10                                                                    | /11                                                                    | /12                                                                    | ...                                                                    | /20                                                                    | Mandaty                                                                | TP                                                                     |
| ---------------------------------------------------------------------- | ---------------------------------------------------------------------- | ---------------------------------------------------------------------- | ---------------------------------------------------------------------- | ---------------------------------------------------------------------- | ---------------------------------------------------------------------- | ---------------------------------------------------------------------- | ---------------------------------------------------------------------- | ---------------------------------------------------------------------- | ---------------------------------------------------------------------- | ---------------------------------------------------------------------- | ---------------------------------------------------------------------- | ---------------------------------------------------------------------- | ---------------------------------------------------------------------- | ---------------------------------------------------------------------- | ---------------------------------------------------------------------- | ---------------------------------------------------------------------- | ---------------------------------------------------------------------- | ---------------------------------------------------------------------- |
|                                                                        | Platforma Obywatelska RP                                               | 498 599                                                                | 498 599                                                                | 249 300                                                                | 166 200                                                                | 124 650                                                                | 99 720                                                                 | 83 100                                                                 | 71 228                                                                 | 62 325                                                                 | 55 400                                                                 | 49 860                                                                 | 45 327                                                                 | 41 550                                                                 | ...                                                                    | 24 930                                                                 | 11                                                                     | 10,15                                                                  |
|                                                                        | Prawo i Sprawiedliwość                                                 | 277 577                                                                | 277 577                                                                | 138 789                                                                | 92 526                                                                 | 69 394                                                                 | 55 515                                                                 | 46 263                                                                 | 39 654                                                                 | 34 697                                                                 | 30 842                                                                 | 27 758                                                                 | 25 234                                                                 | 23 131                                                                 | ...                                                                    | 13 879                                                                 | 6                                                                      | 5,65                                                                   |
|                                                                        | Ruch Palikota                                                          | 110 589                                                                | 110 589                                                                | 55 295                                                                 | 36 863                                                                 | 27 647                                                                 | 22 118                                                                 | 18 432                                                                 | 15 798                                                                 | 13 824                                                                 | 12 288                                                                 | 11 059                                                                 | 10 054                                                                 | 9216                                                                   | ...                                                                    | 5529                                                                   | 2                                                                      | 2,25                                                                   |
|                                                                        | Sojusz Lewicy Demokratycznej                                           | 78 020                                                                 | 78 020                                                                 | 39 010                                                                 | 26 007                                                                 | 19 505                                                                 | 15 604                                                                 | 13 003                                                                 | 11 146                                                                 | 9753                                                                   | 8669                                                                   | 7802                                                                   | 7093                                                                   | 6502                                                                   | ...                                                                    | 3901                                                                   | 1                                                                      | 1,59                                                                   |
|                                                                        | Polskie Stronnictwo Ludowe                                             | 17 755                                                                 | 17 755                                                                 | 8878                                                                   | 5918                                                                   | 4439                                                                   | 3551                                                                   | 2959                                                                   | 2536                                                                   | 2219                                                                   | 1973                                                                   | 1776                                                                   | 1614                                                                   | 1480                                                                   | ...                                                                    | 888                                                                    | 0                                                                      | 0,36                                                                   |
| Ogółem                                                                 | Ogółem                                                                 | 982 540                                                                | –                                                                      | –                                                                      | –                                                                      | –                                                                      | –                                                                      | –                                                                      | –                                                                      | –                                                                      | –                                                                      | –                                                                      | –                                                                      | –                                                                      | –                                                                      | –                                                                      | 20                                                                     | 20                                                                     |

### Wybory parlamentarne 2015
| Komitet wyborczy                                      | Komitet wyborczy                             | Głosów  | %     | Mandaty | Wybrani posłowie |
| ----------------------------------------------------- | -------------------------------------------- | ------- | ----- | ------- | --- |
|                                                       | Prawo i Sprawiedliwość                       | 327 342 | 29,89 | 8       | Jarosław Kaczyński, Mariusz Kamiński, Małgorzata Gosiewska, Małgorzata Wypych, Paweł Lisiecki, Artur Górski, Ewa Tomaszewska, Jarosław Krajewski, Andrzej Melak |
|                                                       | Platforma Obywatelska RP                     | 301 672 | 27,54 | 7       | Ewa Kopacz, Andrzej Halicki, Joanna Kluzik-Rostkowska, Marcin Święcicki, Michał Szczerba, Joanna Fabisiak, Roman Kosecki, Michał Mazowiecki, Alicja Dąbrowska   |
|                                                       | Nowoczesna Ryszarda Petru                    | 146 629 | 13,39 | 3       | Ryszard Petru, Kornelia Wróblewska, Zbigniew Gryglas |
|                                                       | KKW Zjednoczona Lewica SLD+TR+PPS+UP+Zieloni | 93 666  | 8,55  | –       | |
|                                                       | KWW Kukiz’15                                 | 84 937  | 7,76  | 2       | Paweł Kukiz, Jacek Wilk |
|                                                       | KORWiN                                       | 67 700  | 6,18  | –       | |
|                                                       | Partia Razem                                 | 60 663  | 5,54  | –       | |
|                                                       | Polskie Stronnictwo Ludowe                   | 7882    | 0,72  | –       | |
|                                                       | KWW Ruch Społeczny Rzeczypospolitej Polskiej | 2760    | 0,25  | –       | |
|                                                       | KWW Obywatele do Parlamentu                  | 1964    | 0,18  | –       | |
| Frekwencja: 70,80% Źródło: Państwowa Komisja Wyborcza |                                              |         |       |         | |

Poniższa tabela przedstawia podział mandatów dla komitetów wyborczych na podstawie uzyskanych głosów, a następnie obliczonych ilorazów wyborczych na podstawie metody D’Hondta.
| Podział mandatów dla komitetów wyborczych na podstawie metody D’Hondta | Podział mandatów dla komitetów wyborczych na podstawie metody D’Hondta | Podział mandatów dla komitetów wyborczych na podstawie metody D’Hondta | Podział mandatów dla komitetów wyborczych na podstawie metody D’Hondta | Podział mandatów dla komitetów wyborczych na podstawie metody D’Hondta | Podział mandatów dla komitetów wyborczych na podstawie metody D’Hondta | Podział mandatów dla komitetów wyborczych na podstawie metody D’Hondta | Podział mandatów dla komitetów wyborczych na podstawie metody D’Hondta | Podział mandatów dla komitetów wyborczych na podstawie metody D’Hondta | Podział mandatów dla komitetów wyborczych na podstawie metody D’Hondta | Podział mandatów dla komitetów wyborczych na podstawie metody D’Hondta | Podział mandatów dla komitetów wyborczych na podstawie metody D’Hondta | Podział mandatów dla komitetów wyborczych na podstawie metody D’Hondta | Podział mandatów dla komitetów wyborczych na podstawie metody D’Hondta | Podział mandatów dla komitetów wyborczych na podstawie metody D’Hondta | Podział mandatów dla komitetów wyborczych na podstawie metody D’Hondta |
| Komitet wyborczy                                                       | Komitet wyborczy                                                       | Liczba głosów                                                          | Iloraz wyborczy                                                        | Iloraz wyborczy                                                        | Iloraz wyborczy                                                        | Iloraz wyborczy                                                        | Iloraz wyborczy                                                        | Iloraz wyborczy                                                        | Iloraz wyborczy                                                        | Iloraz wyborczy                                                        | Iloraz wyborczy                                                        | Iloraz wyborczy                                                        | Iloraz wyborczy                                                        | Mandaty                                                                | TP                                                                     |
| Komitet wyborczy                                                       | Komitet wyborczy                                                       | Liczba głosów                                                          | /1                                                                     | /2                                                                     | /3                                                                     | /4                                                                     | /5                                                                     | /6                                                                     | /7                                                                     | /8                                                                     | /9                                                                     | ...                                                                    | /20                                                                    | Mandaty                                                                | TP                                                                     |
| ---------------------------------------------------------------------- | ---------------------------------------------------------------------- | ---------------------------------------------------------------------- | ---------------------------------------------------------------------- | ---------------------------------------------------------------------- | ---------------------------------------------------------------------- | ---------------------------------------------------------------------- | ---------------------------------------------------------------------- | ---------------------------------------------------------------------- | ---------------------------------------------------------------------- | ---------------------------------------------------------------------- | ---------------------------------------------------------------------- | ---------------------------------------------------------------------- | ---------------------------------------------------------------------- | ---------------------------------------------------------------------- | ---------------------------------------------------------------------- |
|                                                                        | Prawo i Sprawiedliwość                                                 | 327 342                                                                | 327 342                                                                | 163 671                                                                | 109 114                                                                | 81 836                                                                 | 65 468                                                                 | 54 557                                                                 | 46 763                                                                 | 40 918                                                                 | 36 371                                                                 | ...                                                                    | 16 367                                                                 | 8                                                                      | 7,54                                                                   |
|                                                                        | Platforma Obywatelska RP                                               | 301 672                                                                | 301 672                                                                | 150 836                                                                | 100 557                                                                | 75 418                                                                 | 60 334                                                                 | 50 279                                                                 | 43 096                                                                 | 37 709                                                                 | 33 519                                                                 | ...                                                                    | 15 084                                                                 | 7                                                                      | 6,95                                                                   |
|                                                                        | Nowoczesna Ryszarda Petru                                              | 146 629                                                                | 146 629                                                                | 73 315                                                                 | 48 876                                                                 | 36 657                                                                 | 29 326                                                                 | 24 438                                                                 | 20 947                                                                 | 18 329                                                                 | 16 292                                                                 | ...                                                                    | 7331                                                                   | 3                                                                      | 3,38                                                                   |
|                                                                        | KWW Kukiz’15                                                           | 84 937                                                                 | 84 937                                                                 | 42 469                                                                 | 28 312                                                                 | 21 234                                                                 | 16 987                                                                 | 14 156                                                                 | 12 134                                                                 | 10 617                                                                 | 9437                                                                   | ...                                                                    | 4247                                                                   | 2                                                                      | 1,96                                                                   |
|                                                                        | Polskie Stronnictwo Ludowe                                             | 7882                                                                   | 7882                                                                   | 3941                                                                   | 2627                                                                   | 1971                                                                   | 1576                                                                   | 1314                                                                   | 1126                                                                   | 985                                                                    | 876                                                                    | ...                                                                    | 394                                                                    | 0                                                                      | 0,18                                                                   |
| Ogółem                                                                 | Ogółem                                                                 | 868 462                                                                | –                                                                      | –                                                                      | –                                                                      | –                                                                      | –                                                                      | –                                                                      | –                                                                      | –                                                                      | –                                                                      | –                                                                      | –                                                                      | 20                                                                     | 20                                                                     |

### Wybory parlamentarne 2019
| Komitet wyborczy                                      | Komitet wyborczy                           | Głosów  | %     | Mandaty | Wybrani posłowie |
| ----------------------------------------------------- | ------------------------------------------ | ------- | ----- | ------- | --- |
|                                                       | KKW Koalicja Obywatelska PO .N iPL Zieloni | 581 077 | 42,05 | 9       | Małgorzata Kidawa-Błońska, Katarzyna Lubnauer, Dariusz Rosati, Michał Szczerba, Aleksandra Gajewska, Katarzyna Piekarska, Urszula Zielińska, Klaudia Jachira, Joanna Fabisiak |
|                                                       | Prawo i Sprawiedliwość                     | 379 880 | 27,49 | 6       | Jarosław Kaczyński, Mariusz Kamiński, Sebastian Kaleta, Jarosław Krajewski, Paweł Lisiecki, Małgorzata Gosiewska                                                              |
|                                                       | Sojusz Lewicy Demokratycznej               | 251 434 | 18,19 | 3       | Adrian Zandberg, Magdalena Biejat, Anna Maria Żukowska |
|                                                       | Konfederacja Wolność i Niepodległość       | 103 843 | 7,51  | 1       | Janusz Korwin-Mikke |
|                                                       | Polskie Stronnictwo Ludowe                 | 65 683  | 4,75  | 1       | Władysław Bartoszewski |
| Frekwencja: 79,75% Źródło: Państwowa Komisja Wyborcza |                                            |         |       |         | |

Poniższa tabela przedstawia podział mandatów dla komitetów wyborczych na podstawie uzyskanych głosów, a następnie obliczonych ilorazów wyborczych na podstawie metody D’Hondta.
| Podział mandatów dla komitetów wyborczych na podstawie metody D’Hondta | Podział mandatów dla komitetów wyborczych na podstawie metody D’Hondta | Podział mandatów dla komitetów wyborczych na podstawie metody D’Hondta | Podział mandatów dla komitetów wyborczych na podstawie metody D’Hondta | Podział mandatów dla komitetów wyborczych na podstawie metody D’Hondta | Podział mandatów dla komitetów wyborczych na podstawie metody D’Hondta | Podział mandatów dla komitetów wyborczych na podstawie metody D’Hondta | Podział mandatów dla komitetów wyborczych na podstawie metody D’Hondta | Podział mandatów dla komitetów wyborczych na podstawie metody D’Hondta | Podział mandatów dla komitetów wyborczych na podstawie metody D’Hondta | Podział mandatów dla komitetów wyborczych na podstawie metody D’Hondta | Podział mandatów dla komitetów wyborczych na podstawie metody D’Hondta | Podział mandatów dla komitetów wyborczych na podstawie metody D’Hondta | Podział mandatów dla komitetów wyborczych na podstawie metody D’Hondta | Podział mandatów dla komitetów wyborczych na podstawie metody D’Hondta | Podział mandatów dla komitetów wyborczych na podstawie metody D’Hondta | Podział mandatów dla komitetów wyborczych na podstawie metody D’Hondta |
| Komitet wyborczy                                                       | Komitet wyborczy                                                       | Liczba głosów                                                          | Iloraz wyborczy                                                        | Iloraz wyborczy                                                        | Iloraz wyborczy                                                        | Iloraz wyborczy                                                        | Iloraz wyborczy                                                        | Iloraz wyborczy                                                        | Iloraz wyborczy                                                        | Iloraz wyborczy                                                        | Iloraz wyborczy                                                        | Iloraz wyborczy                                                        | Iloraz wyborczy                                                        | Iloraz wyborczy                                                        | Mandaty                                                                | TP                                                                     |
| Komitet wyborczy                                                       | Komitet wyborczy                                                       | Liczba głosów                                                          | /1                                                                     | /2                                                                     | /3                                                                     | /4                                                                     | /5                                                                     | /6                                                                     | /7                                                                     | /8                                                                     | /9                                                                     | /10                                                                    | ...                                                                    | /20                                                                    | Mandaty                                                                | TP                                                                     |
| ---------------------------------------------------------------------- | ---------------------------------------------------------------------- | ---------------------------------------------------------------------- | ---------------------------------------------------------------------- | ---------------------------------------------------------------------- | ---------------------------------------------------------------------- | ---------------------------------------------------------------------- | ---------------------------------------------------------------------- | ---------------------------------------------------------------------- | ---------------------------------------------------------------------- | ---------------------------------------------------------------------- | ---------------------------------------------------------------------- | ---------------------------------------------------------------------- | ---------------------------------------------------------------------- | ---------------------------------------------------------------------- | ---------------------------------------------------------------------- | ---------------------------------------------------------------------- |
|                                                                        | KKW Koalicja Obywatelska PO .N iPL Zieloni                             | 581 077                                                                | 581 077                                                                | 290 539                                                                | 193 692                                                                | 145 269                                                                | 116 215                                                                | 96 846                                                                 | 83 011                                                                 | 72 635                                                                 | 64 564                                                                 | 58 108                                                                 | ...                                                                    | 29 054                                                                 | 9                                                                      | 8,41                                                                   |
|                                                                        | Prawo i Sprawiedliwość                                                 | 379 880                                                                | 379 880                                                                | 189 940                                                                | 126 627                                                                | 94 970                                                                 | 75 976                                                                 | 63 313                                                                 | 54 269                                                                 | 47 485                                                                 | 42 209                                                                 | 37 988                                                                 | ...                                                                    | 18 994                                                                 | 6                                                                      | 5,50                                                                   |
|                                                                        | Sojusz Lewicy Demokratycznej                                           | 251 434                                                                | 251 434                                                                | 125 717                                                                | 83 811                                                                 | 62 859                                                                 | 50 287                                                                 | 41 906                                                                 | 35 919                                                                 | 31 429                                                                 | 27 937                                                                 | 25 143                                                                 | ...                                                                    | 12 572                                                                 | 3                                                                      | 3,64                                                                   |
|                                                                        | Konfederacja Wolność i Niepodległość                                   | 103 843                                                                | 103 843                                                                | 51 922                                                                 | 34 614                                                                 | 25 961                                                                 | 20 769                                                                 | 17 307                                                                 | 14 835                                                                 | 12 980                                                                 | 11 538                                                                 | 10 384                                                                 | ...                                                                    | 5192                                                                   | 1                                                                      | 1,50                                                                   |
|                                                                        | Polskie Stronnictwo Ludowe                                             | 65 683                                                                 | 65 683                                                                 | 32 842                                                                 | 21 894                                                                 | 16 421                                                                 | 13 137                                                                 | 10 947                                                                 | 9383                                                                   | 8210                                                                   | 7298                                                                   | 6568                                                                   | ...                                                                    | 3284                                                                   | 1                                                                      | 0,95                                                                   |
| Ogółem                                                                 | Ogółem                                                                 | 1 381 917                                                              | –                                                                      | –                                                                      | –                                                                      | –                                                                      | –                                                                      | –                                                                      | –                                                                      | –                                                                      | –                                                                      | –                                                                      | –                                                                      | –                                                                      | 20                                                                     | 20                                                                     |

### Wybory parlamentarne 2023
| Komitet wyborczy                                      | Komitet wyborczy                                                           | Głosów  | %     | Mandaty | Wybrani posłowie |
| ----------------------------------------------------- | -------------------------------------------------------------------------- | ------- | ----- | ------- | --- |
|                                                       | KKW Koalicja Obywatelska PO .N iPL Zieloni                                 | 741 286 | 43,23 | 9       | Donald Tusk, Aleksandra Gajewska, Michał Szczerba, Katarzyna Lubnauer, Urszula Zielińska, Dorota Łoboda, Klaudia Jachira, Katarzyna Piekarska, Andrzej Domański, Magdalena Roguska |
|                                                       | Prawo i Sprawiedliwość                                                     | 345 380 | 20,14 | 4       | Piotr Gliński, Marek Jakubiak, Małgorzata Gosiewska, Sebastian Kaleta, Jarosław Krajewski                                                                                          |
|                                                       | Nowa Lewica                                                                | 230 648 | 13,45 | 3       | Adrian Zandberg, Dorota Olko, Anna Maria Żukowska |
|                                                       | KKW Trzecia Droga Polska 2050 Szymona Hołowni – Polskie Stronnictwo Ludowe | 227 127 | 13,25 | 3       | Michał Kobosko, Władysław Bartoszewski, Ryszard Petru, Bożenna Hołownia |
|                                                       | Konfederacja Wolność i Niepodległość                                       | 124 220 | 7,24  | 1       | Sławomir Mentzen |
|                                                       | Bezpartyjni Samorządowcy                                                   | 23 450  | 1,37  | –       | |
|                                                       | Polska Jest Jedna                                                          | 22 608  | 1,32  | –       | |
| Frekwencja: 86,74% Źródło: Państwowa Komisja Wyborcza |                                                                            |         |       |         | |

Poniższa tabela przedstawia podział mandatów dla komitetów wyborczych na podstawie uzyskanych głosów, a następnie obliczonych ilorazów wyborczych na podstawie metody D’Hondta.
| Podział mandatów dla komitetów wyborczych na podstawie metody D’Hondta | Podział mandatów dla komitetów wyborczych na podstawie metody D’Hondta     | Podział mandatów dla komitetów wyborczych na podstawie metody D’Hondta | Podział mandatów dla komitetów wyborczych na podstawie metody D’Hondta | Podział mandatów dla komitetów wyborczych na podstawie metody D’Hondta | Podział mandatów dla komitetów wyborczych na podstawie metody D’Hondta | Podział mandatów dla komitetów wyborczych na podstawie metody D’Hondta | Podział mandatów dla komitetów wyborczych na podstawie metody D’Hondta | Podział mandatów dla komitetów wyborczych na podstawie metody D’Hondta | Podział mandatów dla komitetów wyborczych na podstawie metody D’Hondta | Podział mandatów dla komitetów wyborczych na podstawie metody D’Hondta | Podział mandatów dla komitetów wyborczych na podstawie metody D’Hondta | Podział mandatów dla komitetów wyborczych na podstawie metody D’Hondta | Podział mandatów dla komitetów wyborczych na podstawie metody D’Hondta | Podział mandatów dla komitetów wyborczych na podstawie metody D’Hondta | Podział mandatów dla komitetów wyborczych na podstawie metody D’Hondta | Podział mandatów dla komitetów wyborczych na podstawie metody D’Hondta |
| Komitet wyborczy                                                       | Komitet wyborczy                                                           | Liczba głosów                                                          | Iloraz wyborczy                                                        | Iloraz wyborczy                                                        | Iloraz wyborczy                                                        | Iloraz wyborczy                                                        | Iloraz wyborczy                                                        | Iloraz wyborczy                                                        | Iloraz wyborczy                                                        | Iloraz wyborczy                                                        | Iloraz wyborczy                                                        | Iloraz wyborczy                                                        | Iloraz wyborczy                                                        | Iloraz wyborczy                                                        | Mandaty                                                                | TP                                                                     |
| Komitet wyborczy                                                       | Komitet wyborczy                                                           | Liczba głosów                                                          | /1                                                                     | /2                                                                     | /3                                                                     | /4                                                                     | /5                                                                     | /6                                                                     | /7                                                                     | /8                                                                     | /9                                                                     | /10                                                                    | ...                                                                    | /20                                                                    | Mandaty                                                                | TP                                                                     |
| ---------------------------------------------------------------------- | -------------------------------------------------------------------------- | ---------------------------------------------------------------------- | ---------------------------------------------------------------------- | ---------------------------------------------------------------------- | ---------------------------------------------------------------------- | ---------------------------------------------------------------------- | ---------------------------------------------------------------------- | ---------------------------------------------------------------------- | ---------------------------------------------------------------------- | ---------------------------------------------------------------------- | ---------------------------------------------------------------------- | ---------------------------------------------------------------------- | ---------------------------------------------------------------------- | ---------------------------------------------------------------------- | ---------------------------------------------------------------------- | ---------------------------------------------------------------------- |
|                                                                        | KKW Koalicja Obywatelska PO .N iPL Zieloni                                 | 741 286                                                                | 741 286                                                                | 370 643                                                                | 247 095                                                                | 185 322                                                                | 148 257                                                                | 123 548                                                                | 105 898                                                                | 92 661                                                                 | 82 365                                                                 | 74 129                                                                 | ...                                                                    | 37 064                                                                 | 9                                                                      | 8,88                                                                   |
|                                                                        | Prawo i Sprawiedliwość                                                     | 345 380                                                                | 345 380                                                                | 172 690                                                                | 115 127                                                                | 86 345                                                                 | 69 076                                                                 | 57 563                                                                 | 49 340                                                                 | 43 173                                                                 | 38 376                                                                 | 34 538                                                                 | ...                                                                    | 17 269                                                                 | 4                                                                      | 4,14                                                                   |
|                                                                        | Nowa Lewica                                                                | 230 648                                                                | 230 648                                                                | 115 324                                                                | 76 833                                                                 | 57 662                                                                 | 46 130                                                                 | 38 441                                                                 | 32 950                                                                 | 28 831                                                                 | 25 628                                                                 | 23 065                                                                 | ...                                                                    | 11 532                                                                 | 3                                                                      | 2,76                                                                   |
|                                                                        | KKW Trzecia Droga Polska 2050 Szymona Hołowni – Polskie Stronnictwo Ludowe | 227 127                                                                | 227 127                                                                | 113 564                                                                | 75 709                                                                 | 56 782                                                                 | 45 425                                                                 | 37 855                                                                 | 32 447                                                                 | 28 391                                                                 | 25 236                                                                 | 22 713                                                                 | ...                                                                    | 11 356                                                                 | 3                                                                      | 2,72                                                                   |
|                                                                        | Konfederacja Wolność i Niepodległość                                       | 124 220                                                                | 124 220                                                                | 62 110                                                                 | 41 407                                                                 | 31 055                                                                 | 24 844                                                                 | 20 703                                                                 | 17 746                                                                 | 15 528                                                                 | 13 802                                                                 | 12 422                                                                 | ...                                                                    | 6211                                                                   | 1                                                                      | 1,49                                                                   |
| Ogółem                                                                 | Ogółem                                                                     | 1 668 661                                                              | –                                                                      | –                                                                      | –                                                                      | –                                                                      | –                                                                      | –                                                                      | –                                                                      | –                                                                      | –                                                                      | –                                                                      | –                                                                      | –                                                                      | 20                                                                     | 20                                                                     |